# Internationella familjedagen
Internationella familjedagen (engelska: International Day of Families) är en årlig internationell temadag om familjerelaterade frågor, som infaller 15 maj, och som grundats av FN:s generalförsamling 1992.

## Teman[2]
- 1996 - "Families: First Victims of Poverty and Homelessness"
- 1997 - "Building Families Based on Partnership"
- 1998 - "Families: Educators and Providers of Human Rights"
- 1999 - "Families for all ages"
- 2000 - "Families: Agents and Beneficiaries of Development"
- 2001 - "Families and Volunteers: Building Social Cohesion "
- 2002 - "Families and Ageing: Opportunities and Challenges"
- 2003 - "Preparations for the observance of the Tenth Anniversary of the International Year of the Family in 2004"
- 2004 - "The Tenth Anniversary of the International Year of the Family: A Framework for Action"
- 2005 - "HIV/AIDS and Family Well-being"
- 2006 - "Changing Families: Challenges and Opportunities"
- 2007 - "Families and Persons with Disabilities"
- 2008 - "Fathers and Families: Responsibilities and Challenges"
- 2009 - "Mothers and Families: Challenges in a Changing World"
- 2010 - "The impact of migration on families around the world"
- 2011 - "Confronting Family Poverty and Social Exclusion"
- 2012 - "Ensuring work family balance"
- 2011 - "Confronting Family Poverty and Social Exclusion"
- 2012 - "Ensuring work family balance"
- 2013 - "Advancing Social Integration and Intergenerational Solidarity"
- 2014 - ”Families Matter for the Achievement of Development Goals; International Year of the Family + 20”
- 2015 - ”Men in charge? Gender equality and children’s rights in contemporary families”
- 2016 - “Families, healthy lives and sustainable future”
- 2017 - “Families, education and well-being”
- 2018 - “Families and inclusive societies”
- 2019 - “Families and Climate Action: Focus on SDG13”
- 2020 - "Families in Development: Copenhagen & Beijing + 25"
- 2021 - "Families and Nwe technology"
- 2022 - "Families and Urbanization"
- 2023 - "Falimy and Demographic Trends"
- 2024 - "Families and Climate Change"